# 杉浦藤文
杉浦 藤文（すぎうら ふじふみ、1941年4月27日 ‐ 1999年8月13日）は、日本の野球指導者。愛知県出身。1966年に中京商業高等学校で史上2校目の甲子園春夏連覇を達成した。

## 来歴
愛知県一宮市生まれ。進学先の中京商では1番・二塁手、1959年の第31回選抜高等学校野球大会に出場し優勝を果たした。その後、早稲田大学に進学。大学同期に岡田紀明、大井道夫、斎藤幸夫らがいる。
大学を卒業してすぐ1963年に母校の中京商野球部監督に就任、深谷弘次部長とともに指導した。1965年の第37回選抜高等学校野球大会で監督としての甲子園初出場を果たし、翌年は第38回選抜高等学校野球大会、第48回全国高等学校野球選手権大会ともに制し、春夏連覇を達成した。
系列の三重高等学校に移った深谷が復帰すると部長に回ったが、1978年秋に深谷が辞任し部長となり、再び監督に就任。1982年の第54回選抜高等学校野球大会では、同校の甲子園通算100勝目（全国初）を記録。1983年の第65回全国高等学校野球選手権大会限りで、体力的にも精神的にもついて行けなくなったという理由で辞任。
その後は系列の中京大学硬式野球部監督に転じた。
1999年8月13日7時38分、拡張型心筋症のため、名古屋市内の病院で死去した。58歳没。

## 指導した選手
- 伊熊博一
- 紀藤真琴
- 野中徹博